# High Rock (miasto)
High Rock – miasto na Bahamach; na wyspie Grand Bahama; 3801 mieszkańców (2008) Siódme co do wielkości miasto kraju.